# مگردیچ سارگسیان
مگردیچ دیوینی سارگسیان (ارمنی: Մկրտիչ Դիվինի Սարգսյան؛ زادهٔ ۲ مهٔ ۱۹۲۴ - درگذشته ۲۳ ژوئن ۲۰۰۲) نویسنده، شاعر اهل ارمنستان است. وی عضو کانون نویسندگان ارمنستان بود.

## جوایز
در سال ۱۹۸۳ برای مجموعه داستان «صلح قبل از جنگ» جایزهٔ دولتی ارمنستان را دریافت کرد.

## آثار
کتاب «سربازها و عاشق‌ها»، اثر سارگسیان توسط آندرانیک خچومیان به فارسی برگردانده شده‌است.